# رون أوبرغ
رون أوبرغ (26 ديسمبر 1922 – 17 أبريل 2002) هو سبّاح سويدي راحل، مثّل بلاده في الألعاب الأولمبية الصيفية 1948.

## روابط خارجية
رون أوبرغ على موقع أوليمبيديا (الإنجليزية)
- رون أوبرغ على موقع اللجنة الأولمبية السويدية (السويدية)